# 1551
1551 (MDLI) var ett normalår som började en torsdag i den julianska kalendern.

## Händelser

### Augusti
- 14 augusti – Tripolitanien blir en del av Osmanska riket.[1]

### Okänt datum
- Georg Norman blir Gustav Vasas ambassadör.

## Födda
- 19 september – Henrik III, kung av Polen 1573–1574 och av Frankrike 1574–1589
- Charlotte de Sauve, politiskt aktiv fransk hovdam.

## Avlidna
- 26 augusti – Margareta Eriksdotter (Leijonhufvud), drottning av Sverige sedan 1536, gift med Gustav Vasa.[2]
- 15 december – Jørgen Skodborg, dansk ärkebiskop 1520–1523
- Sin Saimdang, koreansk konstnär.

### Fotnoter
1. ↑  World Statesmen (läst 4 april 2011)
2. ↑  Det hände i dag